# میدل فورک (کنتاکی)
میدل فورک (به انگلیسی: Middle Fork) یک منطقهٔ مسکونی در ایالات متحده آمریکا است که در شهرستان پری، کنتاکی واقع شده‌است. میدل فورک ۳۱۹٫۱۳ متر بالاتر از سطح دریا واقع شده‌است.